# Juvenal Edjogo-Owono
Pour les articles homonymes, voir Owono.
Juvenal Edjogo-Owono est un joueur de football équatoguinéen né le 3 avril 1979 à Sabadell en Espagne. Il est le frère aîné de Alberto Edjogo-Owono et de José Manuel Edjogo-Owono.

## Biographie

### En sélection nationale
Bien que né en Espagne, il décide de représenter le pays de ses origines la Guinée équatoriale. Il honore sa première sélection en 2003. Il marque son premier but en sélection le 9 septembre 2007 contre le Cameroun (1-0).

## Palmarès
| - Deportivo Alavés : - Championnat d'Espagne (D2) - Champion : 2005. - Recreativo Huelva : - Championnat d'Espagne (D2) - Champion : 2006. - CE Sabadell : - Championnat d'Espagne (D3) - Champion : 2011. |

## Buts en sélection
| But en sélection de Juvenal | But en sélection de Juvenal | But en sélection de Juvenal                             | But en sélection de Juvenal | But en sélection de Juvenal | But en sélection de Juvenal | But en sélection de Juvenal |
|                             | Date                        | Lieu                                                    | Adversaire                  | Score                       | Résultat                    | Compétition                 |
| --------------------------- | --------------------------- | ------------------------------------------------------- | --------------------------- | --------------------------- | --------------------------- | --------------------------- |
| 1.                          | 9 septembre 2007            | Estadio de Malabo, Malabo (Guinée équatoriale)          | Cameroun                    | 1-0                         | 1-0                         | Qualifications CAN 2008     |
| 2.                          | 7 juin 2008                 | Atteridgeville Super Stadium, Pretoria (Afrique du Sud) | Afrique du Sud              | 1-4                         | 1-4                         | Qualifications CDM 2010     |
| 3.                          | 11 novembre 2011            | Estadio de Malabo, Malabo (Guinée équatoriale)          | Madagascar                  | 1-0                         | 2-0                         | Qualifications CDM 2014     |